# Lista principilor de Salerno

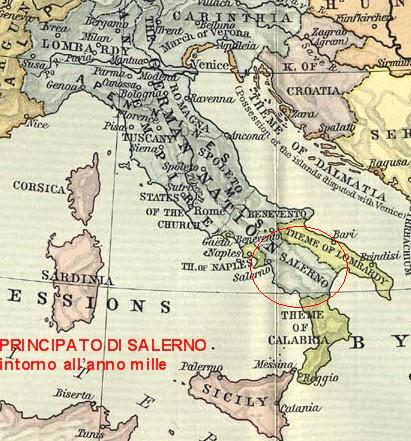
Principatul de Salerno în cadrul Italiei în jurul anului 1000

Atunci când principele Sicard de Benevento a fost asasinat de către Radelchis în anul 839, locuitorii din Salerno l-au proclamat imediat ca principe pe fiul său, Siconulf. Războiul s-a dezlănțuit între Radelchis (rămas principe de Benevento) și Siconulf până când împăratul Ludovic al II-lea a sosit în Italia și a forțat încheierea păcii în 851, confirmându-l pe Siconulf ca principe de Salerno.
- 840–851: Siconulf
- 851–853: Sico al II-lea
- 853: Petru
- 853–861: Ademar
- 861–880: Guaifer
- 880–900: Guaimar I
- 900–946: Guaimar al II-lea
- 946–978: Gisulf I
  - 973: Landulf de Conza, în opoziție
- 978–981 Pandulf I "Cap de Fier" (de asemenea duce de Benevento, principe de Capua și duce de Spoleto)
- 981: Pandulf al II-lea (declarat moștenitor din 973)
- 981–983: Manso (de asemenea duce de Amalfi)
- 981–983: Ioan I, co-principe (ulterior, duce de Amalfi)
- 983–994: Ioan al II-lea
- 994–1027: Guaimar al III-lea
- 1027–1052: Guaimar al IV-lea (de asemenea duce de Amalfi, duce de Gaeta și principe de Capua)
  - 1052: Pandulf al III-lea, uzurpator
- 1052–1077: Gisulf al II-lea (de asemenea duce de Amalfi)

Salerno a fost asediat de către normanzii conduși de Robert Guiscard și de principele Richard I de Capua, până când a căzut în ziua de 13 decembrie 1076. Principele Gisulf al II-lea s-a predat în anul următor, iar principatul - ultimul stat longobard din Italia - a dispărut de pe hartă. Salerno a devenit capitala lui Robert Guiscard, care stăpânea Ducatul de Apulia, Calabria și Sicilia.